# Liste der Baudenkmale in Karenz (Mecklenburg)
In der Liste der Baudenkmale in Karenz sind alle Baudenkmale der Gemeinde Karenz (Landkreis Ludwigslust-Parchim) und ihrer Ortsteile aufgelistet (Stand: Januar 2021).

## Karenz
| ID | Lage                 | Bezeichnung                                  | Beschreibung | Bild |
| -- | -------------------- | -------------------------------------------- | ------------ | ---- |
|    | Dorfstraße 6 (Karte) | Bauernhof mit Wohnhaus, 3 Scheunen und Stall |              |      |
|    | Friedhof (Karte)     | Gefallenendenkmale 1914/18 und 1939/45       |              |      |

## Quelle
- Denkmallisten des Landkreises Ludwigslust-Parchim (Stand: September 2021)

- Karte mit allen Koordinaten:
- OSM |
- WikiMap